# 同盟公園
同盟公園（League Park），該公園乃是沿著寶珠溝和同盟路的公園綠地，東邊自民族路，到西邊中華路。係一段狹長的綠帶。

## 主要植物種類[3]
- 刺桐(蝶形花科)
- 印度紫檀(蝶形花科)
- 水黃皮(蝶形花科)
- 印度黃檀(蝶形花科)

## 交通

### 公車
| 編號    | 經營業者   | 區間                               | 備註                     |
| ------- | ---------- | ---------------------------------- | ------------------------ |
| 224     | 高雄客運   | 楠梓－歷史博物館(大公路)           | 例假日停駛。 二段收費。  |
| 33      | 漢程客運   | 金獅湖站－捷運鹽埕埔站(五福四路)   | 二段收費。               |
| 301     | 南臺灣客運 | 加昌站－林森路口(高雄火車站)       | 二段收費。               |
| 301區間 | 南臺灣客運 | 臺鐵新左營站－林森路口(高雄火車站) |                          |
| 紅28    | 南臺灣客運 | 客家文物館－汾陽路口               | 部分班次延駛察哈爾街口。 |
| 紅29    | 南臺灣客運 | 捷運後驛站－陽明國小               |                          |
| 紅30    | 漢程客運   | 忠誠路口－林森路口(高雄火車站)     | 例假日停駛。             |

### 公共自行車
- 高雄市公共自行車租賃系統：
  - 同盟博愛路口：同盟二路33號(對面人行道)
  - 博愛同盟路口：博愛一路/同盟一路口東北側